# جمع الجوامع في أصول الفقه
جمع الجوامع في أصول الفقه لتاج الدين السبكي (727-771هـ)، أحد أشهر كتب أصول الفقه عند أهل السنة والجماعة، وضعه مصنفه في الأصلين (أصول الفقه وأصول الدين)، وأودع فيه زبدة ما في شرحيه على مختصر ابن الحاجب، ومنهاج البيضاوي، مع زيادات كثيرة من كتب الأصول وغيرها، أكثر من مائة مصنَّف، حيث قال في مقدمة كتاب جمع الجوامع: «الوارد من زهاء مائة مصنف».
قال تاج الدين السبكي في الطبقات الكبرى: وكتابنا «جمع الجوامع» مختصر جمعناه في الأصلين، جمع فأوعى، نفع الله به، وغالب ظننا أن في كل مسألة فيه زيادات لا توجد مجموعة في غيره، مع البلاغة في الاختصار.

## شروحه
أقبل العلماء على كتاب جمع الجوامع إقبالاً منقطع النظير، فدرسوه ودرّسوه، وشرحوه شروحاً متفاوتة، فمنهم من شرحه شرحاً مطولاً، ومنهم من شرحه شرحاً موجزاً، ومنهم من وضع عليه الحواشي والتعليقات، كما أن منهم من قام باختصاره نظماً أو نثراً، ووضع شروحاً لذلك المختصر، كما فعل الإمام السيوطي وشيخ الإسلام زكريا الأنصاري.
ومن أهم شروحه:
1. تشنيف المسامع بجمع الجوامع: شرح محمد بن عبد الله الزركشي (ت 794هـ).
2. النكت على جمع الجوامع، وشرحه: النجم اللامع شرح جمع الجوامع: لمحمد بن أبي بكر بن جماعة (ت 819هـ).
3. الغيث الهامع بشرح جمع الجوامع: أحمد بن عبد الرحيم بن الحسين بن العراقي (ت 826هـ).
4. النكت على جمع الجوامع: ابن حجر العسقلاني (ت 852هـ).
5. البدر الطالع بشرح جمع الجوامع: محمد بن أحمد المحلي (ت 864هـ).
6. شرح برهان الدين: إبراهيم بن عمر البقاعي (ت 885هـ).
7. الدرر اللوامع شرح جمع الجوامع: أحمد بن إسماعيل الكوراني (ت 893هـ).
8. البدر الطالع في حل ألفاظ جمع الجوامع، والضياء اللامع في شرح جمع الجوامع: كلاهما لأحمد بن عبد الرحمن بن موسى القروي المالكي الشهير بحلولو (ت 898هـ).
9. شرح جمع الجوامع: إبراهيم بن محمد القباقبي برهان الدين (ت بعد 900هـ).
10. النكت اللوامع على المختصر والمنهاج وجمع الجوامع: جلال الدين السيوطي (ت 911هـ).
11. شرح جمع الجوامع: عبد البر بن محمد بن الشحنة الحلبي الحنفي (ت 921هـ).
12. شرح جمع الجوامع: أحمد بن عبد الله الغزي الشافعي (ت 922هـ).
13. البدر الساطع على جمع الجوامع: محمد بخيت المطيعي.

## مختصراته ومنظوماته
ومن مختصراته ومنظوماته:
1. لب الأصول، وشرحه غاية الوصول إلى شرح لب الأصول: كلاهما لشيخ الإسلام زكريا الأنصاري (ت 926هـ).
2. مختصر جمع الجوامع: محمد بن عمر هبة الله النصيبي الحلبي الشافعي (ت 916هـ).
3. الفصول في أصول الشريعة: محمود عمر الباجوري.
4. نظم جمع الجوامع: للشيخ شهاب الدين أحمد بن محمد الطوخي الشافعي (ت 893هـ).
5. البدر اللامع في نظم جمع الجوامع: للعلامة سيد علي الأشموني.
6. الكوكب الساطع: نظم لجلال الدين السيوطي (ت 911هـ).
7. الدرر اللوامع في نظم جمع الجوامع: نظم عبد الله بن أحمد باكثير الحضرمي الشافعي (ت 925هـ).
8. نظم رضي الدين محمد بن محمد الغزي الشافعي (ت 935هـ)، وقد قام بشرحه ولده بدر الدين محمد الغزي ثم الدمشقي (ت 984هـ).
9. الجواهر اللوامع في نظم جمع الجوامع: لعبد الحفيظ سلطان المغرب الأقصى.